# José Graziano da Silva

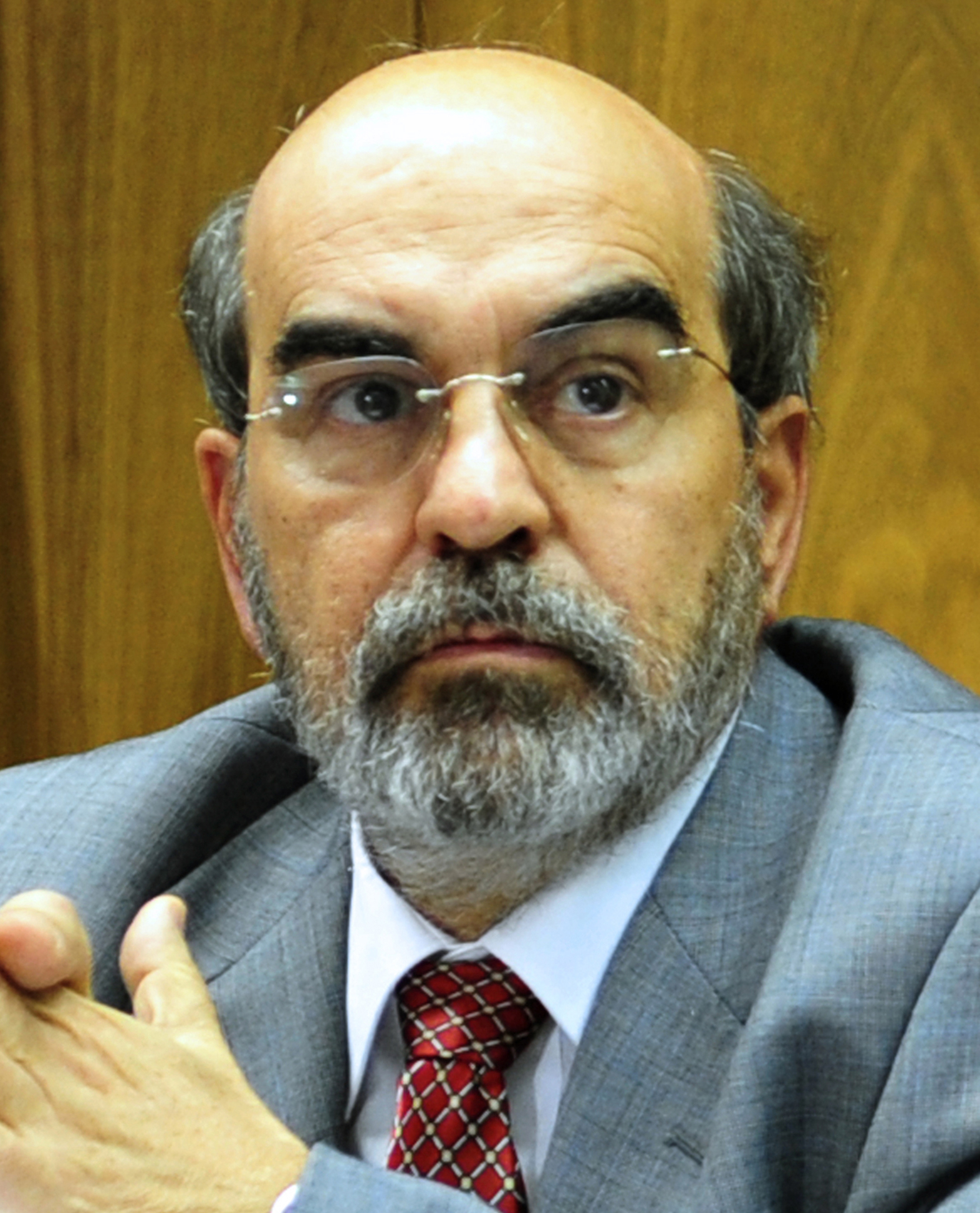
Graziano da Silva (2011)

José Francisco Graziano da Silva (* 17. November 1949 in Urbana, Illinois, USA) war Generaldirektor der Ernährungs- und Landwirtschaftsorganisation der Vereinten Nationen (FAO). Der brasilianische Ökonom, Agronom, Hochschullehrer und Autor wurde am 26. Juni 2011 gewählt und trat sein Amt als Nachfolger des seit 1994 amtierenden Senegalesen Jacques Diouf am 1. Januar 2012 an. Nach Ablauf seiner zweiten Amtszeit wurde er am 1. August 2019 durch den Chinesen Qu Dongyu abgelöst.

## Leben
Graziano da Silva wurde als Sohn brasilianischer Eltern in den USA geboren. 1972 graduierte er als Agraringenieur an der Universität von São Paulo, wo er 1974 einen Master mit einer Arbeit zur Einkommensverteilung in Brasilien erwarb. 1980 promovierte er an der Universidade Estadual von Campinas. Post-Doc-Studien schloss er an der University of California und der University College London an. In Campinas wurde er sodann zum Professor für Agrarökonomie ernannt.
Seit 1977 befasste sich Graziano da Silva neben seiner wissenschaftlichen Tätigkeit auch gewerkschaftlich und politisch mit Problemen wie der ländlichen Entwicklung und der Bekämpfung des Hungers. In der ersten Amtszeit Lula da Silvas wurde er 2003/2004 kurzzeitig außerordentlicher Minister für Lebensmittelsicherheit und Kampf gegen den Hunger. 2004 rückte zum ordentlichen Minister des neu geschaffenen Ministério do Desenvolvimento Social e Combate à Fome – Ministeriums für soziale Entwicklung und Kampf gegen den Hunger auf. Maßgeblich beteiligt war er an der Abfassung von Lulas erfolgreichem Anti-Hunger-Programm Fome Zero.
2006 wurde er der Regionalvertreter der FAO für Lateinamerika und die Karibik.
In die Kandidatur für den Posten des FAO-Generaldirektors ging er mit Unterstützung des früheren brasilianischen Präsidenten Lula da Silva.
Gewählt wurde er am 26. Juni 2011 mit 92 von 180 möglichen Stimmen. Seine erste Amtszeit lief nach einer Reform über vier Jahre mit der Möglichkeit einer einmaligen Wiederwahl. Im Juni 2015 wurde er mit 177 von 182 Stimmen für eine zweite Amtszeit bis Juli 2019 wiedergewählt.

## Auszeichnungen
José Graziano da Silva erhielt mehrere Auszeichnungen für seine Tätigkeit. Dazu sind unter anderem bekannt:
- Rio-Branco-Orden (Comendador Ordem de Rio Branco), verliehen im April 2006.[6]
- „Tagaloaletoaolemalaeoletoto“ (samoanischer Titel), verliehen am 12. April 2013.[7]
- Großkreuz von Italien (Cavaliere di Gran Croce), verliehen am 12. April 2016.[8]
- „Zero Hunger Champion Award“, verliehen am 15. Juli 2019.[9]
- „Nutrition Inspiration Award“, verliehen am 26. Juli 2019.[10]